# 峰山藩
峰山藩（みねやまはん）は、丹後国中郡峰山（現在の京丹後市峰山町吉原）に存在した藩。小藩とはいえ、戦国大名の京極高知が関ヶ原の戦いの戦功で得た丹後一国の領土の一部を受け継いでできた藩である。

## 藩史
初代藩主の京極高通は朽木宣綱の次男として生まれたが、母方のおじである京極高知の婿養子となった。丹後国主であった高知は自らの遺領を実子2人と高通に3分割して与え、高通には峰山地方の1万石を相続させた。これによって、元々徳川秀忠から拝領していた3000石と合わせて1万3000石の大名となり、1616年に丹後峰山に陣屋を構えて立藩した。
宗家である宮津藩の京極家はほどなく改易され、田辺藩（舞鶴藩）の京極家も但馬豊岡へ転封となったため、丹後には峰山藩だけが残ることとなった。
江戸中期の享保年間、第5代藩主・高長の時代、峰山に住んでいた絹屋佐平治（森田治郎兵衛）が西陣で学んだちりめんの技法を元に、試行錯誤の末に生み出した丹後ちりめんは、藩の主要な特産品として財政を潤した。
第6代藩主・高久は若年寄となった。この高久は、池波正太郎の小説『鬼平犯科帳』において、鬼平こと長谷川平蔵の良き理解者として登場する人物としても有名である。
幕末の藩主である第11代藩主・高富は、戊辰戦争の際に若年寄であった責任を追及されたが、養子である高陳（後の第12代藩主）がいち早く朝廷に謝罪をしたことから許された。

## 歴代藩主
京極家
外様 1万3000石
1. 高通 - 従五位下、主膳正。
2. 高供 - 従五位下。主膳正。

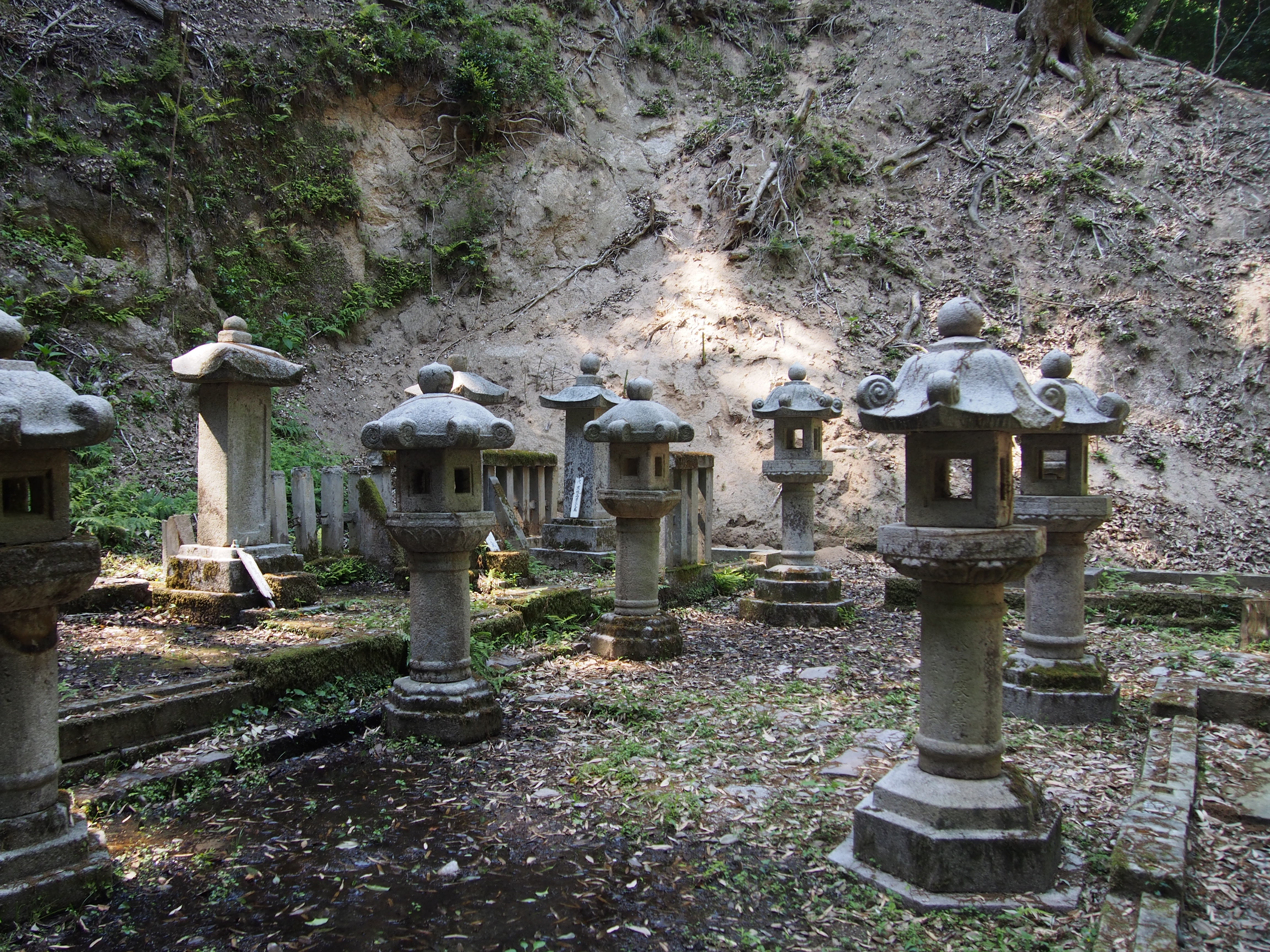
京極家墓所（常立寺：京都府京丹後市峰山町）

3. 高明 - 従五位下。隼人正。備後守。主膳正。
4. 高之 - 従五位下。主膳正。
5. 高長 - 従五位下。備後守。主膳正。
6. 高久 - 従五位下。備前守。若年寄。
7. 高備 - 従五位下。周防守。若年寄。
8. 高倍 - 従五位下。備前守。
9. 高鎮 - 官位は不詳。
10. 高景 - 従五位下。右近将監。
11. 高富 - 従五位下。備中守。
12. 高陳 - 従五位下。備中守。

## 峯山城下町

### 陣屋
戦国時代、当時丹後守護であった一色氏による奥丹後三郡の支配拠点となった吉原山城は後に入国した細川氏に受け継がれ、
峰山藩主京極氏は吉原山城のあった権現山の麓に陣屋を築き支配の拠点とした。
本丸、二の丸が並ぶ山頂付近は360度の展望ができ、中郡の平野から竹野郡の海岸線までを見渡すことができる。
峰山藩は明治初年の廃藩置県まで京極氏が藩主であったため引き続き明治初期まで城下町として存続した。

### 城下町
宝暦3年（1753年）には、不断町、横町、上町、中町、下町、藪町、出町、田町、鉄砲町、寺坂町、古殿町の11町があり、陣屋周辺から上町まで武家屋敷が並ぶ。桜尾公園の山の麓に陣屋防御のため、鉤型に道を曲げるなどの工夫が見られる。

## 幕末の領地
- 丹後国
  - 中郡のうち - 19村
- 上野国
  - 山田郡のうち - 2村（岩鼻県に編入）
- 常陸国
  - 真壁郡のうち - 3村
- 下総国
  - 猿島郡のうち - 1村
- 近江国
  - 蒲生郡のうち - 1村

明治維新後、真壁郡1村（旧旗本領）が加わったほか、同郡1村（旗本領との相給）の全域を本藩領とした。

## 峰山県
峰山県（みねやまけん）は、廃藩置県により1871年（明治4年）に設置された県。同年10月に豊岡県に統合され消滅した。県域は現在の京丹後市の一部に設置されていた。

### 沿革
- 1871年（明治4年）7月14日：廃藩置県により峰山藩（1.1万石）が峰山県として発足。
- 1871年（明治4年）11月22日：豊岡県に統合
- 1876年（明治9年）8月22日：豊岡県廃止により京都府へ合併。